# Karen Thatcher
Karen Thatcher, född den 29 februari 1984 i Bryn Mawr, Pennsylvania i USA, är en amerikansk ishockeyspelare.
Hon tog OS-guld i damernas ishockeyturnering i samband med de olympiska ishockeytävlingarna 2010 i Vancouver.